# Strauss Group
Strauss Group Ltd. (hebräisch שְׁטְרָאוּס Schṭrāūs), vormals Strauss-Elite (hebräisch שְׁטְרָאוּס עִלִּית Schṭrāūs ʿIllīt), ist einer der führenden Lebensmittelhersteller in Israel.

## Geschichte

### Geschichte von Strauss

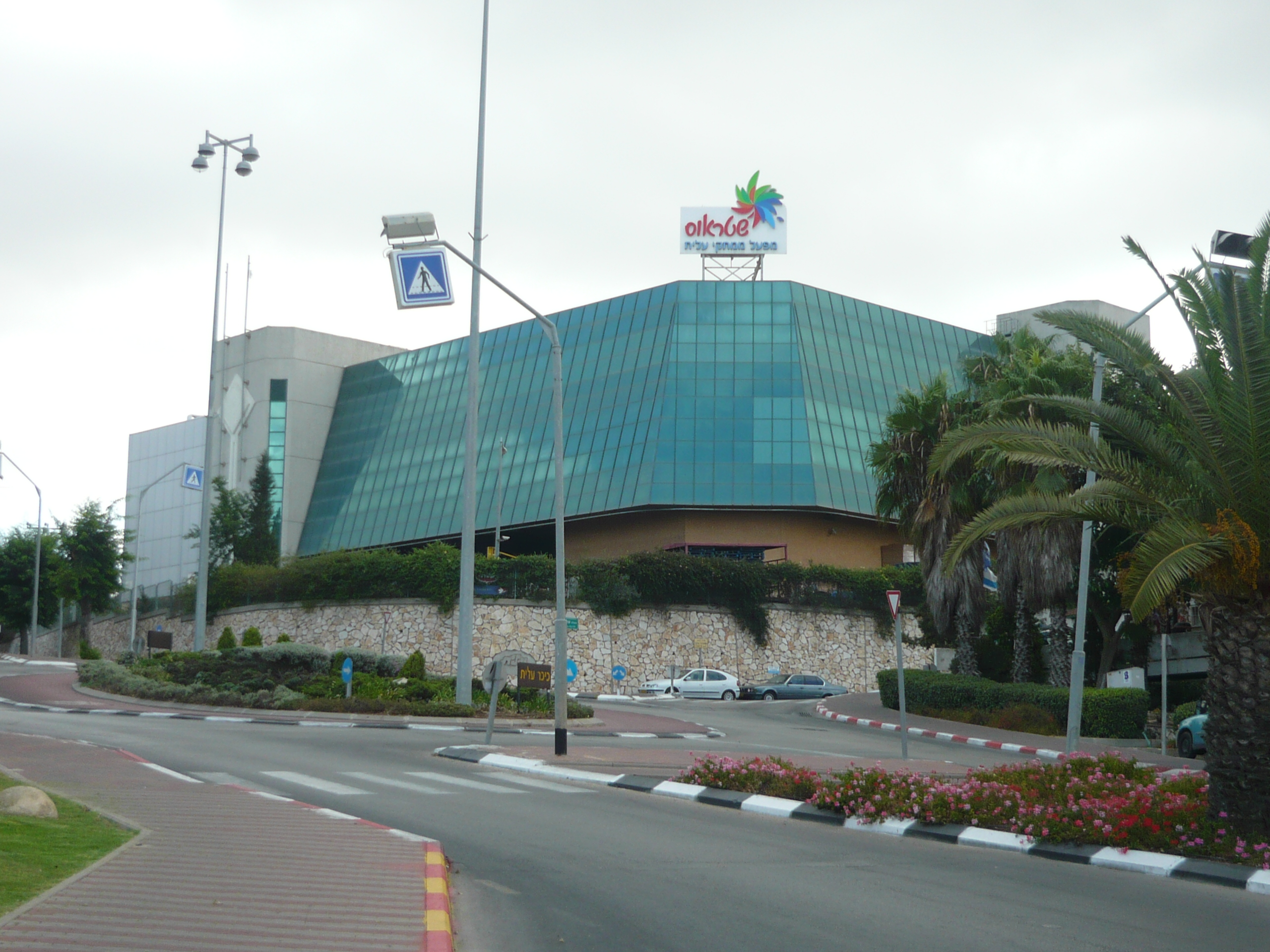
Firmengebäude in Nazareth

Richard und Hilda Strauss heirateten in Ulm. Am 1. Mai 1934 wurde ihr Sohn Michael-Peter geboren. Im April 1936 emigrierten sie von Deutschland nach Palästina, wo sie am 18. Juni 1936 im Hafen von Jaffa ankamen. Zunächst lebten sie im Moschav Ramot haSchavim, danach in Beʾer Tuvia und in Naharija. Richard Strauss arbeitete als Taxifahrer, zudem bauten sie ab April 1937 im eigenen Garten Gemüse an, das sie verkauften, und hatten in einem Stall zwei Milchkühe. 1938 begann Hilda Strauss aus übriger Milch Schlagrahm zu gewinnen, der sie Erdbeeren, die sie auf einem Feld in der Nähe gepflückt hatte, hinzufügte. Später erweiterten sie ihr Angebot um den besser verkäuflichen Käse. Alle Herstellungsverfahren eigneten sie sich autodidaktisch mit Hilfe von Fachzeitschriften und Büchern an. Diese Produkte verkauften sie im Norden Israels. Der britische Hochkommissar für Palästina und Transjordanien zeichnete die Familie Strauss 1938 mit dem ersten Preis für ihre Milchprodukte aus. Im Jahr 1939 verkauften sie den Kuhstall und errichteten die Strauss-Nahariya-Molkerei. Das Logo auf den Verpackungen ihrer Produkte zeigte einen Strauß.
Während des Kriegs um Israels Unabhängigkeit (1947–49) produzierten sie, wenn auch mit stark vereinfachten Mitteln, durchgehend weiter. 1949 begann Hilda Strauss privat Eiscrème herzustellen. Das Bild eines Straußes auf dem Verpackungen ihrer Produkte wurde außerdem durch das des Wasserturms ersetzt. Nach 1952 konnte das Unternehmen technische Anlagen in Deutschland einkaufen, die die Bundesregierung im Rahmen des so genannten Luxemburger Abkommens zwischen Deutschland und Israel zur Wiedergutmachung bezahlte.
Im Jahr 1956 stieg Michael Strauss, der Sohn von Hilda und Richard, der in der Schweiz und in Deutschland studiert hatte, in die Firma ein und leitete das Unternehmen zusammen mit seinem Vater. Dies war ein Wendepunkt in der Firmengeschichte, der sich auch durch das vergrößerte Sortiment zeigte.
1959 kam Strauss jedoch in finanzielle Schwierigkeiten. Als letzte Rettung baten sie Pinchas Sappir, den damaligen Handels- und Industrieminister von Israel, um Hilfe, welcher daraufhin ein Darlehen vergab, mit dessen Hilfe sie die finanzielle Notlage überstanden. Insgesamt hatten sie zu diesem Zeitpunkt nun 120 Beschäftigte. Mit dem Geld konnten sie auch mit der Produktion von Speiseeis beginnen. Die Eisfabrik in Akko wurde 1962 fertiggestellt. Auch die hörnchenförmige Eiswaffel führten sie in Israel unter dem Namen Tilon (טִילוֹן Ṭīlōn) ein.
Nachdem Strauss 1962 damit begann, Frischkäse zu produzieren, dessen Rezeptur Michael Strauss aus der Schweiz mitgebracht hatte, klagte der französische Käsehersteller Gervais gegen Strauss. Daraufhin reiste Richard Strauss nach Frankreich, um die Dinge zu richten und erhielt eine Lizenz von Gervais. Fünf Jahre später, 1969, schlossen Danone und Strauss einen Vertrag ab, der es Strauss erlaubte, auf das Wissen von Danone über Milchprodukte zuzugreifen, wofür Strauss im Gegenzug deren Produkte in Israel vermarktete. 1972 eröffnete Strauss eine neue Fabrik für Süßwaren. 1975 verstarb Richard Strauss, worauf sein Sohn Michael die alleinige Firmenleitung übernahm.
Mit der Übernahme des Eisherstellers Whitman Ice Cream übernahm Strauss das zweitgrößte Unternehmen in dieser Kategorie und festigte seinen Marktstellung nochmals. Außerdem beschloss der Vorstand, dass alle Tochterunternehmen für die Vermarktung ihrer Produkte selbst zuständig sind.
1982 kündigte Danone die seit den 1960er Jahren bestehende Partnerschaft aufgrund des arabischen Boykotts der Produkte. Strauss durfte den Namen Danone, soweit hebräisch geschrieben, aber trotzdem weiterverwenden.
Im Jahr 1985 verstarb auch Hilda Strauss in Deutschland. Ihre Kinder wandelten ihr Haus in Israel noch im gleichen Jahr in eine Gedenkstätte um.
1991 kaufte Strauss das Unternehmen Mi Vami und verkaufte damit auch Hummus. 1995 ging Strauss mit Unilever, dem damaligen Weltmarktführer in der Herstellung von Speiseeis, eine Partnerschaft ein. Unilever kaufte zunächst 50 % der Anteile von Strauss Ice Cream, später erhöhte es den Anteil, bis es 2014 Strauss Ice Cream komplett aufkaufte. Den Markennamen und das Logo von Strauss darf Unilever dabei auch danach noch verwenden. 1996 ging Danone mit Strauss erneut eine Partnerschaft ein. Mit dem Ziel, den Milchmarkt ebenfalls zu kontrollieren, gingen sie eine Partnerschaft mit Jotvata ein und erwarben 50 % der Anteile an der Jotvata-Molkerei im gleichnamigen Kibbuz.
Im Jahr 2000 eröffnete Strauss in Achihud eine neue Molkerei, die um einiges moderner war als die alte.
Im Jahr 2001 erfolgte der nächste Führungswechsel bei Strauss: Ofra Strauss, der Tochter von Michael Strauss, wurde die Führung übergeben. Außerdem wurde Erez Vigodman, der nebenbei noch CEO bei Elite war, zum neuen CEO ernannt.
Aufgrund des wachsenden Marktes für frisches Gemüse erwarb Strauss 2003 mit 51 % der Anteile die Mehrheit an A.N.P., einem Hersteller frischen Gemüses; fünf Jahre später erwarb Strauss die restlichen Anteile an der Firma.

### Geschichte von Elite
1933 gründete Eliyahu Fromenchenko, ein russischer Jude, zusammen mit Eliyahu Kopilov, David Ettinger, Yaʿacov Arens, David Mosevics, Aharon Nissa, Yosef Segal und Gershon Freil eine Schokoladen- und Konfektfabrik in Ramat Gan namens Elite (hebräisch עִלִּית ʿIllīt).
1940 übernahm Elite die Fabrik Priman, die Marmelade und Gemüse in Dosen, hauptsächlich an Soldaten der britischen Armee, die in der Nähe stationiert waren, verkaufte. Im Zweiten Weltkrieg war das Mandatsgebiet Palästina dem Britischen Imperium ein wichtiger Nachschub-, Aufmarsch- und Rüstungsposten wie Zentrum für Verwundetenheilung und -rehabilitation sowie Erholung.
Elite gründete in Safed 1948 eine Plantage zur Herstellung von Esswaren aus Sesam wie Tahini und Halva.
1956 übernahm Elite die C.D. Süßwarenfabrik in Nazareth, die das Vorzeigeobjekt der Firma werden sollte. Die Übernahme erhöhte die Produktionskapazität der Firma um einiges.
Mit der Herstellung von Instant-Kaffee ab 1958 wagte sich Elite in ein für sie neues Geschäftsfeld. Der Kaffee von Elite wurde in Israel bald recht beliebt.
Nach Eliyahu Fromchenkos Tod im Jahr 1962 übernahmen Abba Fromchenko, welcher für die Produktion zuständig war, und Mark Mosevics, welcher die Öffentlichkeitsarbeit übernahm, das Unternehmen. Elite wurde in Israel bald der Marktführer in der Herstellung von Kaffee und Süßwaren.
Nach längerem Wettbewerb mit dem Süßwarenhersteller Lieber übernahm Elite ihn 1970, wodurch sie im israelischen Süßwarenmarkt eine Beinahe-Monopolstellung erreichten.
Im gleichen Jahr begann Elite das Maccabi Tel Aviv Basketball Team zu sponsoren. Diese Partnerschaft bestand 35 Jahre (bis zur Fusion mit Strauss).
1976 gründete Elite die Marke Megadim (hebräisch מְגָדִים M[ə]gadīm, deutsch ‚Süßwaren, Götterspeise‘), die für besonders stark orthodoxe Juden gedacht ist und deshalb komplett koscher hergestellt ist.
Nachdem er die Firma nun 19 Jahre geleitet hatte, übergab Abba Fromchenko 1981 den Posten des General Managers an David Mosevics und Avi Pelossof.
Drei Jahre später erfolgte ein weiterer Umbruch: David Federman begann alle Aktien des Unternehmens aufzukaufen. Als er 23 % der Aktien besaß, begann er mit den Gründerfamilien über deren Anteile zu verhandeln. Da diese versuchten die für sie günstigsten Bedingungen beim Verkauf zu erhalten, verloren sie das Unternehmen.
1991 begann Elite seinen Kaffee auch in Polen anzubieten, womit sie erstmals Kaffee außerhalb Israels verkauften. In der Stadt Posen eröffneten sie später auch eine Kaffeeverarbeitung. Im folgenden Jahr unterzeichneten sie ein Abkommen mit PepsiCo, wodurch sie deren Produkte in Israel vermarkten konnten. Die dafür nötige Produktionsanlage wurde in Sderot eröffnet. 1996 eröffnete Elite die R&G Kaffeeverarbeitung in Rumänien. Ihren Kaffee verkauften sie nun in ganz Osteuropa. Ein Jahr später ging PepsiCo Drito-Lay eine Partnerschaft mit Elite ein und erwarb für $6,7 Millionen 50 % der Anteile an Elite Foods, dem Tochterunternehmen für salzige Snacks von Elite.
Im Jahr 1998 erweiterte Elite seinen Kaffeemarkt in Osteuropa und Russland und baute in den Ländern Bulgarien, Kroatien und der Türkei neue Anlagen.
2000 erwarb Elite zwei Hersteller von Keksen und Kuchen: Einmal Kfar Saba Biscuit und De La Paix pastries. Außerdem erwarben sie mit dem brasilianischen Kaffeehersteller Três Corações eines der größten Kaffeeunternehmen Brasiliens, das dort einen Marktanteil von über 40 % hat.
Ein Jahr später erfolgte mit dem Schokoladenhersteller Max Brenner die nächste große Übernahme. Auch gingen sie eine Partnerschaft mit dem italienischen Kaffeeunternehmen Lavazza, das weltweit in über 70 Ländern vertreten ist, ein. Elite vermarktete Lavazzas Produkte in Israel und ein paar anderen Ländern, in denen es schon aktiv ist. Im folgenden Jahr kaufte das Unternehmen Yad Mordechai, einen israelischen Hersteller von Honig, Konfitüren und Olivenöl.

### Fusion von Elite und Strauss und die Zeit danach
Bereits im Jahr 1996 wurde zwischen der Familie Federman und der Investmentgesellschaft der Familie Strauss eine Vereinbarung geschlossen, nach der Strauss 15 % Stimmanteil, sowie 7,8 % Kapitalanteil erhielt. Ein Jahr später, nachdem sie sich mehrere Male über die Führung des Unternehmens gestritten hatten, erwarb Strauss alle übrigen Anteile von David Federman, wodurch sie die Mehrheit der Stimmen im Unternehmen hielten. Unter der Leitung von Ofra Strauss und Erez Vigodman wurde nun, im Jahr 2004, die Zusammenführung vollzogen. Das neue Unternehmen, das sich zunächst Strauss-Elite, ab 2007 jedoch nur noch Strauss, nannte, war nun der zweitgrößte Lebensmittelhersteller Israels.
Strauss Ice Cream gehört nicht zur Strauss-Gruppe, sondern ist in Privatbesitz geblieben. 51 % des Unternehmens wird durch Unilever gehalten, und 49 % gehören der Strauss-Familie.
2005 wurde Strauss auf dem nordamerikanischen Lebensmittelmarkt aktiv, indem es mit 51 % die Mehrheit des amerikanischen Salatherstellers Sabra erlangte.
Außerdem übernahmen sie mit MK Poland, den fünftgrößten Kaffeehersteller Polens und erhielten so beim Kaffee dort einen Marktanteil von rund 18 % und wurde damit der zweitgrößte Kaffeehersteller in Polen.
In Brasilien wurden sie mit der Partnerschaft mit Santa Clara, bei der jedem der beteiligten 50 % des Firmeneigentums und 50 % Stimmrecht besaß, ebenfalls der zweitgrößte Kaffeehersteller des Landes.
2008 ging Strauss eine 50/50 Partnerschaft mit PepsiCo für die Entwicklung und Vermarktung von gekühlten Dips – besonders für Hummus und Auberginendips – in Nordamerika ein.
Ebenfalls 2008 kaufte Strauss die Kaffeemarken des russischen Unternehmens Cosant Enterprises Ltd., welche in den GUS-Staaten aktiv ist, auf und ging mit dem italienischen Unternehmen DonCafé eine Partnerschaft für Investitionen in den Kaffeemarkt Albaniens und der ehemals jugoslawischen Länder Kosovo und Mazedonien ein.
Außerdem gingen sie in diesem Jahr eine Partnerschaft mit dem Investmentunternehmen Texas Pacific Group ein, womit sich diese nun zu 25,1 % an Strauss beteiligten.
2010 eröffnete Strauss in Virginia die nach eigenen Angaben größte Hummusfabrik der Welt.
2011 ging Strauss Water, eine Tochterfirma der Strauss Group, mit dem chinesischen Haushaltselektronikhersteller Haier ein Bündnis für den Verkauf von Wasser unter dem Namen Haier Strauss Water in China ein. Außerdem gingen sie mit der Virgin Group, einem britischen Mischkonzern, eine Partnerschaft für den Vertrieb von Wasser in Großbritannien ein.
Auch erweiterten sie die Zusammenarbeit mit PepsiCo, indem sie zusammen mit je einer Hälfte Beteiligung eine Firma gründeten, die Chips und Dips herstellt.
Unter der Lebensmittelmarke Obela war Strauss ab 2013 auch in Mexiko und Australien vertreten.
Außerdem eröffneten sie in diesem Jahr ihre erste Kaffeeverarbeitungsanlage in Deutschland.

## Unternehmensdaten
Strauss hatte 2018 weltweit 15.600 Angestellte in 20 Ländern und 27 Produktionsstätten und machte einen Umsatz von 478 Millionen NIS (rund 111 Millionen Euro).
Außerdem ist das Unternehmen auf dem TA-25 Index gelistet.
Die Strauss-Gruppe war 2018 der weltweit sechstgrößte Kaffeeröster und damit sogar noch vor Lavazza oder Segafredo.

## Unternehmensstruktur
Strauss Group selber ist zu 64,68 % in Familienbesitz, andere Teilhaber sind Danone, TPG, PepsiCo, São Miguel, Haier, Virgin, Jotvata und Yad Mordechai.

Die Marken von Strauss sind:
- Strauss Israel[8]
- Strauss Coffee
- Max Brenner
- PepsiCo-Strauss Fresh Dips & Spreads International (50 % PepsiCo)
- Strauss Water

## Kritik
Strauss wurde vor allem von der Kartellbehörde Israels öfter kritisiert. Im Jahr 2013 ging die Behörde gegen die im internationalen Vergleich sehr hohen Preise für Honig vor. Daran ist die Strauss Group, die dort mit der Marke Jad Mordechai 65 % des Honigs verkauft, stark mitbeteiligt. 2003 ging sie gegen Elite wegen seiner monopolartigen Stellung bei Schokolade und schwarzem Kaffee vor. Wegen der Preise von Schokolade ging die Behörde gegen die Strauss Group 2012 erneut vor.